# Internazionale (album)
Internazionale, pubblicato nel 1998, è una raccolta (solo CD) della cantante italiana Mina.

## Il disco
Compilation della discografia pre-PDU, raccoglie canzoni incise direttamente in lingua, ed alcuni successi tradotti per il mercato estero.
This world we love in, versione in inglese di: Il cielo in una stanza
El cielo en casa, versione in spagnolo di: Il cielo in una stanza
Me abandonas, versione in spagnolo di: Mi vuoi lasciar
Locamente te amarè, versione in spagnolo di: Makin' love
Déjame llorar, versione in spagnolo di: Just let me cry
Un desierto, versione in spagnolo di: Heisser sand
La misma playa, versione in spagnolo di: Stessa spiaggia stesso mare
El globito, versione in spagnolo di: Il palloncino
Chihuahua, versione in spagnolo di: Chihuahua
Folle girouette, versione in francese di: Folle banderuola
Les confettis, versione in francese di: Coriandoli
Tout s'arrange quand on s'aime, versione in francese di: Stessa spiaggia, stesso mare
Oh La La, Gigi, versione in spagnolo di: Ollalla Gigì
Qué no, qué no!, esiste solo in spagnolo
Dei seguenti brani, esiste anche la versione in Italiano:
Pretend that I'm her, titolo italiano: A volte, da: Stessa spiaggia, stesso mare
Just let me cry, titolo italiano: Non piangerò, da: Stessa spiaggia, stesso mare
Makin' love, titolo italiano: T'amerò dolcemente, da: Mina ...Di baci
Heisser sand, titolo italiano: Sì, lo so, da: Stessa spiaggia, stesso mare
Dei seguenti brani, esiste anche la versione in Francese:
Slowly, titolo francese: Doucement, da: Notre étoile
Makin' love, titolo francese: T'aimer follement, da: Notre étoile
Just let me cry, titolo francese: Pleurer pour toi, da: Notre étoile
Heisser sand, titolo francese: Notre étoile, da: Notre étoile
Anata to watashi è un pezzo in giapponese inciso per il mercato del sol levante, riporta la dicitura Tu ed io che altri non è che la traduzione letterale del titolo in italiano. Non esistono altre versioni. È stata pubblicata anche in Italia nel 1961 come lato B del 45 giri Cubetti di ghiaccio.

## Tracce
1. Be-bop-a-Lula - 2:49 -  (Gene Vincent-Sheriff Tex Davis) Edizioni RCA/Mascotte
2. Summertime - 3:55 -  (George Gershwin-Ira Gershwin-DuBose Hayward) Warner Chappell
3. Dance darling dance - 2:00 -  (George Kerr Jr.-D. Savitt) Edizioni Fono Film
4. Splish splash - 2:03 -  (Bobby Darin-Jean Murray) Edizioni Southern
5. Julia - 2:18 -  (Edilio Capotosti-Alberico Gentile-Egwick) Edizioni Melodi
6. When - 2:16 -  (Jack Reardon-Paul Evans) Edizioni Southern/Suvini Zerboni
7. Passion flower - 1:43 -  (Bunny Botkin-Pat Murtagh-Gilbert Garfield) Edizioni Southern
8. The world we love in (Il cielo in una stanza) - 2:52 -  (Gino Paoli-Mogol-Testo inglese: D. Raye) Edizioni Fama
9. Pretend that I'm her - 1:49 -  (Norman Blagman-Sam Bobrick) Edizioni Orchestralmusic
10. Just let me cry - 2:18 -  (Mark Barkan-Ben Raleigh) Edizioni Orchestralmusic
11. Talk about me - 2:13 -  (Ben Raleigh-Ellie Greenwich) Edizioni Southern
12. Slowly - 2:35 -   (Otis Blackwell) Edizioni RCA
13. El cielo en casa (Il cielo in una stanza) - 2:55 -  (Gino Paoli-Mogol-Testo spagnolo: J. Cesar) Edizioni BMG Ricordi
14. Me abandonas (Mi vuoi lasciar) - 2:56 -  (Mansueto De PontiNisa(Nicola Salerno)) Edizioni S. Cecilia
15. Locamente te amarè (Makin' love) - 1:56 -  (Floyd Robinson) Edizioni Francis Day
16. Déjame llorar (Just let me cry) - 2:15 -  (Mark Barkan-Ben Raleigh) Edizioni Orchestralmusic
17. Oh La La, Gigi - 2:14 -  (Vittorio Buffoli-Vito Pallavicini) Edizioni Orchestralmusic/Codevilla
18. Un desierto (Heisser sand) - 2:57 -  (Werner Scharfenberger-Kurt Feltz-Testo spagnolo: F. Carreras) Edizioni Orchestralmusic
19. Chou chou - 1:40 -  (Loti-Medinez-Mario Pagano) Edizioni BMG Ricordi
20. La misma playa (Stessa spiaggia, stesso mare) - 2:07 -  (Mogol-Piero Soffici-Testo spagnolo: Manuel Salina) Edizioni Peer
21. Moliendo café - 2:55 -   (Josè Manzo--Korn) Edizioni EMI
22. El globito (Il palloncino) - 2:12 -  (Umberto Prous-Roxy Rob(Leo Chiosso)) Edizioni Orchestralmusic
23. Chihuahua (Chihuahua) - 2:18 -  (Giorgio Calabrese-Antonio Bertocchi-Mansueto De Ponti) Edizioni Orchestralmusic/S.Cecilia
24. Qué no, qué no! - 1:44 -  (Tullio Romano-Codevilla) Edizioni Orchestralmusic/Codevilla
25. Folle girouette (Folle banderuola) - 2:18 -  (Gianni Meccia-Testo francese: R. Berthier) Ed. S. Cecilia
26. Les confettis (Coriandoli) - 3:09 -  (Leo Chiosso-Roberto Livraghi-Testo francese: F. Bonifay) Ed. Tiber
27. Tout s'arrange quand on s'aime (Stessa spiaggia, stesso mare) - 2:07 -  (Mogol-Piero Soffici-Testo francese: André Salvet-Claude Carrère) Ed. Peer
28. Anata to watashi (Tu ed io) - 3:58 -  (Bruno Canfora) Edizioni Curci